# 石丸志都磨
石丸 志都磨（いしまる しとま / しずま、1878年（明治11年）8月25日 - 1960年（昭和35年）3月28日）は、日本の陸軍軍人。最終階級は陸軍少将、満州国軍中将。旧姓・相良。

## 経歴
佐賀県出身。相良頼懐の二男として生まれ、石丸康順の養子となる。中學済々黌（現熊本県立済々黌高等学校）を経て、1899年（明治32年）11月、陸軍士官学校（11期）を卒業し、翌年6月、歩兵少尉に任官し歩兵第13連隊付となる。1904年（明治37年）5月から1906年（明治39年）4月まで日露戦争に出征した。この間、辛碇泊場司令部員を務めた。
1906年12月、歩兵第13連隊中隊長に就任。陸士中隊長兼教官を経て、1914年（大正3年）8月、歩兵少佐に昇進し歩兵第2連隊付となる。1915年（大正4年）6月、同連隊大隊長に就任し、第14師団副官を経て、1918年（大正7年）7月、歩兵中佐に昇進し歩兵第59連隊付となり、1919年（大正8年）3月から同年8月までシベリア出兵に出征した。1923年（大正12年）8月、歩兵大佐に進み高崎連隊区司令官に就任した。
1925年（大正14年）3月、歩兵第17連隊長に転じ、1924年（昭和3年）3月、陸軍少将に進級し歩兵第14旅団長となる。1929年（昭和4年）3月、第8師団司令部付に異動し、1931年（昭和6年）3月、予備役に編入された。
その後、満州国の招聘を受け、1933年（昭和8年）6月から1935年（昭和10年）4月まで同国侍従武官を務め、1934年（昭和9年）7月、満州国軍中将となり、1935年10月に退役した。その後、日満帝国婦人会理事長、東亜報徳会幹事などを務めた。1947年（昭和22年）11月28日、公職追放仮指定を受けた。
戦後には蘭星会会長となった。

## 親族
- 妻 石丸寿子（松居吉統・陸軍少将の二女）[1][4]

## 栄典
- 1940年（昭和15年）8月15日 - 紀元二千六百年祝典記念章[7]